# Hoya panchoi
Hoya panchoi är en oleanderväxtart som beskrevs av Kloppenburg. Hoya panchoi ingår i släktet Hoya och familjen oleanderväxter. Inga underarter finns listade i Catalogue of Life.